# Большие Барсуки (деревня)
Большие Барсуки — опустевшая деревня в Оленинском муниципальном округе Тверской области.

## География
Находится в юго-западной части Тверской области на расстоянии приблизительно 6 км на юг-юго-восток по прямой от административного центра округа поселка Оленино.

## История
Показана еще на карте 1825 года. В 1859 году здесь (тогда деревня Ржевского уезда Тверской губернии) было учтено 6 дворов, в 1939 — 33. До 2019 года входила в состав ныне упразднённого Гришинского сельского поселения. По состоянию на 2020 год опустела.

## Население
Численность населения: 64 человека (1859 год), 27 (русские 92 %) в 2002 году, 1 в 2010.